# 有地品之允
有地 品之允（ありち しなのじょう、天保14年3月15日（1843年4月14日） - 大正8年（1919年）1月17日）は、日本の陸軍軍人、海軍軍人、華族、政治家。貴族院議員、第2代連合艦隊司令長官。爵位は男爵。最終階級は海軍中将。別名は信政。

## 経歴
長州藩士で武術指南役を務め、禄高1千石の大身である有地信敏（通称は藤馬）の長男として生まれる。戊辰戦争では干城隊士として奥羽に出陣した。
明治2年（1869年）から同4年（1871年）まで欧州へ出張して普仏戦争を視察。帰国後に陸軍少佐、御親兵6番大隊長となり、同年から明治6年（1873年）まで侍従を務める。同年に海軍に転じ、海軍少佐となって提督府分課に勤務。明治14年（1881年）に「日進」艦長に就任。明治15年（1882年）には海軍大佐に昇進し、海防艦「比叡」、「筑波」の艦長を歴任する。
「筑波」艦長であった明治17年（1884年）、遠洋航海に出発した。前年の航海では乗組員に多数の脚気患者が発生し、23名が死亡していた。そこで、海軍軍医・高木兼寛の指導で洋食を導入した結果、脚気患者の発生が激減し、一人の死者も出ることがなかった。
同年12月に軍事部（後の軍令部）次長となり、参謀本部海軍部第1局長を経て、明治19年（1886年）に海軍少将・横須賀軍港司令官、翌年まで海軍機関学校校長を兼務。明治20年（1887年）に海軍兵学校校長となり、教育に柔道を導入している。明治22年（1889年）から同24年（1891年）まで海軍参謀部長、さらに常備艦隊司令長官を経て、明治25年（1892年）12月12日に海軍中将・呉鎮守府司令長官となり日清戦争を迎えた。
明治28年（1895年）5月に再び常備艦隊司令長官となり連合艦隊司令長官を兼務した。同年10月、日本領となった台湾において、抵抗した中国人がイギリス商船「テールス号」に逃げたため、配下の通報艦「八重山」がこれを追跡して臨検を行うという事件が起きた。これが公海上で行われたことからイギリスから抗議を受け、外務省は海軍に対して責任者の処罰を要求した。その結果、有地と八重山艦長の平山藤次郎大佐を予備役に編入することで解決が図られ、同年11月16日、待命となり、同12月19日、予備役に編入された。
明治29年（1896年）に男爵に叙せられ、翌年1897年（明治30年）7月10日から10年間（大正6年（1917年）4月30日まで）、貴族院議員を務めた。明治32年（1899年）、帝国海事協会初代理事長となり、有栖川宮威仁親王を総裁に奉戴し、帝国義勇艦隊（後の海防義会に繋がる）結成に尽くした。明治44年（1911年）3月15日に退役した。
大正6年（1917年）に枢密顧問官となった。大正8年（1919年）に肝臓がんのため四谷大番町の自宅で死去。青山墓地(1イ-6-2乙)に葬られる。墓碑には本名ではなく、一葦乗海居士と彫られている。

## 栄典
位階
- 明治4年
  - 7月23日 - 正七位[11]
  - 12月20日 - 従六位[11]
- 1873年（明治6年）5月20日 - 位記返上[11]
- 1874年（明治7年）
  - 2月18日 - 従六位[11][12]
  - 6月14日 - 正六位[11]
- 1882年（明治15年）8月17日 - 従五位[11]
- 1886年（明治19年）10月28日 - 従四位[11][13]
- 1892年（明治25年）2月13日 - 正四位[11][14]
- 1900年（明治33年）5月30日 - 従三位[11][15]
- 1910年（明治43年）6月11日 - 正三位[11][16]
- 1919年（大正8年）1月17日 - 従二位[17]

爵位
- 1896年（明治29年）6月5日 - 男爵[11][18]

勲章等
| 受章年                     | 略綬 | 勲章名                   | 備考 |
| -------------------------- | ---- | ------------------------ | ---- |
| 1878年（明治11年）6月28日  |      | 勲四等旭日小綬章         |      |
| 1885年（明治18年）11月19日 |      | 勲三等旭日中綬章         |      |
| 1889年（明治22年）11月25日 |      | 大日本帝国憲法発布記念章 |      |
| 1893年（明治26年）11月29日 |      | 勲二等瑞宝章             |      |
| 1895年（明治28年）11月21日 |      | 旭日重光章               |      |
| 1895年（明治28年）11月21日 |      | 明治二十七八年従軍記章   |      |
| 1906年（明治39年）4月1日   |      | 勲一等瑞宝章             |      |
| 1912年（明治45年）1月22日  |      | 御紋付御杯               |      |
| 1912年（大正元年）8月1日   |      | 韓国併合記念章           |      |
| 1915年（大正4年）11月10日  |      | 大礼記念章（大正）       |      |
| 1919年（大正8年）1月17日   |      | 旭日大綬章               |      |

外国勲章佩用允許
| 受章年                     | 国籍       | 略綬 | 勲章名                 | 備考 |
| -------------------------- | ---------- | ---- | ---------------------- | ---- |
| 1884年（明治17年）12月15日 | ハワイ王国 |      | クラウンオブハワイ勲章 |      |

## 著作など
- 論説「海事ヲ論シテ教育家諸君ニ望ム」会員有地品之允、『大日本教育会雑誌』99、1890年8月15日
- 「明治24年4月11日 有地海軍中将 海防意見書」（伊藤博文編『秘書類纂 10 兵政関係資料』196-201頁）
- 論説「義勇艦隊建設について」男爵有地品之允、帝国海事協会機関誌『海事雑報』197、1905年2月10日

## 親族
- 三男・嗣子 有地藤三郎（海軍造兵大佐・貴族院議員）
- 四男 寺島敏三（貴族院議員・寺島秋介養子）
- 五男 有地十五郎（海軍中将）
- 弟 梨羽時起（海軍中将）

## 関連文献
- 佐藤進一「壬午事変に参加した有地品之允の日記」中央大学文学部紀要120、1986年